# Апхибарнрат, Кирадеч
Кирадеч Апхибанрат (при рождении — Ануйит Хирунратанакорн; 23 июля 1989, Бангкок, Таиланд) — тайский гольфист, участник летних Олимпийских игр 2016 года, победитель четырёх турниров в рамках Европейского Тура.

## Биография
Кирадеч Апхибанрат родился в 1989 году. С самого детства он начал заниматься гольфом. На юниорском уровне Апхибанрат дважды (2003, 2004) становился чемпионом мира в возрастной группе 13-14 лет. В 2007 году Кирадеч дважды становился призёром крупных мультиспортивных турниров. В августе таиландский гольфист стал чемпионом Универсиады в командном турнире, а в декабре серебряным призёром личного первенства на Играх Юго-Восточной Азии.
В 2008 году Апхибанрат перешёл в профессионалы, начав играть в Азиатском туре. 24 марта 2013 года таиландец выиграл первый титул Европейского тура, став победителем открытого чемпионата Малайзии. По итогам 2013 года Кирадеч занял первое место в рейтинге Азиатского тура. Следующего успеха Апхибанрат пришлось ждать более двух лет. В апреле 2015 года ему удалось победить на турнире в китайском Шэньчжэне.
На турнирах серии мейджор Кирадеч Апхибанрат дебютировал в 2013 году, приняв участие в Открытом чемпионате Великобритании. Наилучшим результатом для таилнадского гольфиста в мейджорах является 15-е место, завоёванное на Мастерсе в 2016 году.
В августе 2016 года Апхибанрат принял участие в летних Олимпийских играх в Рио-де-Жанейро, в программу которых спустя 112 лет вернулся гольф. После первого раунда Кирадеч занимал лишь 27-е место, пройдя поле за 71 удар. После второго раунда, который Апхибанрат закончил с 69 ударами, он поднялся на 12-е место, отставая от лидера австралийца Маркуса Фрейзера на 8 очков. Заключительные два раунда позволили таиландскому гольфисту немного улучшить итоговую позицию. Олимпийский турнир Апхибанрат закончил на 5-м месте с результатом 8 ниже пар.
Трижды Апхибанрат в составе сборной Таиланда принимал участие в Кубке мира, но попасть в десятку сильнейших удалось лишь раз. В 2013 году таиландцы заняли высокое 9-е место.

## Результаты на мейджорах
| Чемпионат          | 2013 | 2014 | 2015 | 2016 | 2017 |
| ------------------ | ---- | ---- | ---- | ---- | ---- |
| Мастерс            | -    | -    | -    | =15  | -    |
| U.S. Open          | -    | -    | -    | CUT  | -    |
| Открытый чемпионат | CUT  | CUT  | CUT  | CUT  | -    |
| PGA чемпионат      | =25  | WD   | =68  | =66  | -    |